# Nieuwe Aanleg (park)
De Nieuwe Aanleg te Wolvega is een park ontworpen door tuinarchitect Lucas Pieters Roodbaard (1782-1851) in Engelse landschapsstijl.
De Nieuwe Aanleg is in 1839 tot stand gekomen op wat vroeger het galgenveld van Wolvega was. Kenmerkend voor veel in de 19e eeuw aangelegde parken en tuinen is het gebruik van slingerpaden en niervormige vijvers in een geaccidenteerd terrein. Ook in de Nieuwe Aanleg zijn hier voorbeelden van te vinden.
De algemene begraafplaats van Wolvega maakt ook deel uit van de Nieuwe Aanleg, maar park en begraafplaats zijn geheel gescheiden van elkaar.
De Nieuwe Aanleg grenst het nieuwe door It Fryske Gea beheerde natuurgebied Wolvega-Zuid, wat overgaat in de Lindevallei.